# فرد ستايسي
فرد ستايسي (بالإنجليزية: Fred Stacey)‏ هو سياسي أسترالي، ولد في 6 أغسطس 1879 في أستراليا، وتوفي في 17 سبتمبر 1964. حزبياً، نشط في حزب أستراليا المتحدة. وقد انتخب عضو مجلس النواب الأسترالي عن دائرة Division of Adelaide ‏ (19 ديسمبر 1931 – 21 أغسطس 1943).